# Обер (порода кролів)
Обер — порода кролів м'ясо-шкуркового напрямку.

## Біологічні характеристики
У середньому вага кролиць досягає 8-10 кг, а самців 9-12 кг при довжині 0,75 м і охопі грудей 0,45 м. Кролі цієї породи швидко розмножуються і приносять у поносі по 8-12 кроленят, які добре ростуть, що не потребують особливого догляду і не вибагливий у їжі, якщо харчування організоване правильно.
Порода кроликів обер характерна розвиненою грудною клітиною, прямою спиною, округлим задом і сильними лапами. На великій голові V-подібно ростуть м'ясисті, широкі (10-12 см) і дуже довгі вуха — до однієї третини довжини тіла.
Забарвлення хутра може бути блакитним, сірим, шиншиловим, сталевим або чорним, але переважно воно сіре і біле. Шерсть густа, коротка і не вимагає особливого догляду.
Кролик-гігант обер наділений лагідним характером і спокійною вдачею, тому деякі тримають цих кроликів як декоративних тварин. Однак їх основне призначення — давати багато смачного м'яса і якісних шкурок, з чим обер чудово справляється, приносячи фермерам непоганий дохід.
Але обер вимагає підвищеної уваги до свого здоров'я. Особливо в перші 3 місяці. Він добре переносить холодний клімат, але дуже чутливий до неправильного харчування.